# Peter Reichel (Politikwissenschaftler)
Peter Reichel (* 19. September 1942 in Rendsburg) ist ein deutscher Politikwissenschaftler.

## Leben
Reichel absolvierte zunächst in Hamburg eine Buchhandelslehre und war zehn Jahre in Rendsburg als Buchhändler tätig. Parallel dazu studierte er in Kiel und Hamburg Politische Wissenschaft, Neuere Geschichte und Philosophie und wurde 1972 promoviert. Im gleichen Jahr wurde er Assistent des Kuratoriumsvorsitzenden der Deutschen Gesellschaft für Friedens- und Konfliktforschung in Bonn und Wissenschaftlicher Mitarbeiter des Instituts für Politische Wissenschaft der Universität des Saarlandes. 
1973 übernahm er eine Assistentenstelle in Hamburg und habilitierte sich 1981 an der Freien Universität Berlin. Dort übernahm er als Privatdozent eine Vertretungsprofessur und wurde zwei Jahre später, 1983 Professor am Institut für Politische Wissenschaft der Universität Hamburg. Von 1986 bis 2007 hatte Reichel die Professur für Historische Grundlagen der Politik inne. Seit 2007 lebt und arbeitet Peter Reichel in Berlin.

## Forschung
Reichels Arbeitsschwerpunkt ist die politische Symbolik- und Kulturgeschichte. Nach mehreren Vorstudien erschien 1991 seine Arbeit: „Der schöne Schein des Dritten Reiches“. In ihr nimmt er eine umfassende Darstellung und Analyse der „Ästhetisierung der Politik“ (Walter Benjamin) im Dritten Reich vor. Das Buch fand eine breite internationale und nationale Rezeption und wurde übersetzt.
Angeregt durch die großen kontroversen Debatten über die NS-Vergangenheit, widmete er sich im nachfolgenden Jahrzehnt vor allem der „zweiten Geschichte“ des Nationalsozialismus. Daraus ging eine dreibändige Darstellung des politisch-kulturellen Umgangs der Bundesrepublik mit der NS-Vergangenheit hervor: „Politik mit der Erinnerung“ (1995), „Vergangenheitsbewältigung in Deutschland“ (2001), „Erfundene Erinnerung“ (2004).
Die Publikationen von Peter Reichel sind zwei eng miteinander verknüpften Problemkreisen der neueren deutschen Geschichte zugeordnet: Zum einen der NS-Diktatur und ihrer Nachgeschichte und zum anderen den freiheitlich-demokratischen Traditionen und Brüchen Deutschlands im 19. und 20. Jahrhundert. Dazu erschienen „Schwarz-Rot-Gold“ (2005), „Robert Blum“ (2007) und „Glanz und Elend deutscher Selbstdarstellung“ (2012). 2018 veröffentlichte er eine politische Biografie über Hermann Müller.

## Werke (Auswahl)
- Rettung der Republik? Deutschland im Krisenjahr 1923. Hanser, München 2022, ISBN 978-3-446-27419-8.[2]
- Der tragische Kanzler. Hermann Müller und die SPD in der Weimarer Republik. München 2018, ISBN 978-3-423-28973-3.
- Glanz und Elend deutscher Selbstdarstellung. Nationalsymbole in Reich und Republik, Wallstein Verlag, Göttingen 2012, ISBN 978-3-8353-1163-3.
- Der Nationalsozialismus – die zweite Geschichte. Überwindung – Deutung – Erinnerung, C.H. Beck, München 2009, ISBN 978-3-406-58342-1 (Lizenzausgabe der Bundeszentrale für politische Bildung, Berlin 2009; Autor und Herausgeber zusammen und Harald Schmid und Peter Steinbach).
- Robert Blum. Ein deutscher Revolutionär 1807–1848, Vandenhoeck & Ruprecht, Göttingen 2007, ISBN 978-3-525-36136-8.
- Der schöne Schein des Dritten Reiches. Faszination und Gewalt des deutschen Faschismus. Hanser, München 1991, ISBN 3-446-14846-9. Verschiedene weitere Ausgaben zuletzt mit erweitertem Bildteil. Ellert und Richter Verlag, Hamburg 2006.
- Schwarz-Rot-Gold. Kleine Geschichte deutscher Nationalsymbole nach 1945. C.H. Beck, München 2005, ISBN 3-406-53514-3.
- Mit Harald Schmid: Von der Katastrophe zum Stolperstein. Hamburg und der Nationalsozialismus nach 1945. Dölling & Galitz, Hamburg 2005, ISBN 3-937904-27-1.
- Erfundene Erinnerung. Weltkrieg und Judenmord in Film und Theater. Carl Hanser Verlag, München 2004, ISBN 3-596-16805-8.
- Vergangenheitsbewältigung in Deutschland. Die Auseinandersetzung mit der NS-Diktatur von 1945 bis heute. C.H. Beck, München 2001, ISBN 3-406-45956-0 (2. aktualisierte Auflage 2007, ISBN 978-3-406-45956-6).
- (Hrsg.): Das Gedächtnis der Stadt. Hamburg im Umgang mit seiner nationalsozialistischen Vergangenheit. Dölling & Galitz, Hamburg 1997, ISBN 3-930802-51-1.
- Politik mit der Erinnerung. Gedächtnisorte im Streit um die nationalsozialistische Vergangenheit. Hanser, München 1995, ISBN 3-446-18296-9.
- Politische Kultur der Bundesrepublik. Leske + Budrich, Opladen 1981, ISBN 3-8100-0332-8.
- Bundestagsabgeordnete in europäischen Parlamenten. Zur Soziologie des europäischen Parlamentariers (Diss., Universität Hamburg 1974). Westdeutscher Verlag, Opladen 1974, ISBN 3-531-11262-7.